# Sekunde do katastrofe
Sekunde do katastrofe je dokumentarni televizijski serijal koji se emitirao od 6. srpnja 2004. do 7. ožujka 2007. na National Geographic Channelu. Radi se o serijalu koji istražuje povijesne ljudski izazvane tragedije, ali i prirodne katastrofe. Svaka epizoda prikazuje jednu katastrofu, analizirajući njene uzroke i okolnosti koje su dovele do same katastrofe.
Na početku emisije svakim novim događajem prikaže se sat. U uvodu pripovjedač kaže: "Katastrofe se ne događaju tek tako, one su lanac kritičnih događaja. Pomoću naprednih računalnih simulacija odbrojite s nama posljednje Sekunde do katastrofe." Kada se istraga u epizodi završi, sat je zamijenjen odbrojavanjem do nule.
Epizoda serije sadrži povijesne činjenice, izjave, svjedočenja i računalnu simulaciju događaja, kronološki poredane sekundu-po-sekundu do katastrofe.
Serijal Sekunde do katastrofe emitira National Geographic Channel i sastoji se od 4 sezone s više od 50 epizoda. Zbog uspjeha serijala, započela je nova slična dokumentarna emisija, zvana Kritična situacija (Situation Critical).
U 2010. emisija se ponovno počela emitirati, samo što je većim dijelom promijenjena i skraćena na 30 minuta.
U 2011. najavljena je 4. sezona emisije s početkom emitiranja 5. rujna. Neke od prvih epizoda su napadi na Svjetski Trgovački Centar 11. rujna i napad na Pearl Harbour.

## Epizode po sezonama

### Sezona 1 (2004.)
| Br. | Epizoda                                                         |
| --- | --------------------------------------------------------------- |
| 1   | Air France 4590 - Rušenje Konkorda                              |
| 2   | Požar u tunelu Mont Blanc                                       |
| 3   | Bombardiranje zgrade Alfred P. Murrah u Oklahoma Cityu          |
| 4   | Požar na brodu M/S Scandinavian                                 |
| 5   | Iskakanje ICE-a (Inter City Express-a) iz tračnica kod Eschedea |
| 6   | Iskakanje vlaka Sunset Limited                                  |
| 7   | Nuklearna katastrofa u Černobilu                                |
| 8   | Eksplozije u Guadalajari                                        |
| 9   | Požar u skijaškom odredištu Kaprun                              |
| 10  | Propast naftne platforme Piper Alpha                            |
| 11  | Propast Stavske brane                                           |
| 12  | "Sudar na pisti" - Tenerifska katastrofa                        |
| 13  | Napad na Pentagon (American Airlines let 77)                    |

### Sezona 2 (2005-2006.)
| Br. | Epizoda                                                          |
| --- | ---------------------------------------------------------------- |
| 1   | Propast svemirske letjelice Columbia                             |
| 2   | Snježna lavina u Gälturu                                         |
| 3   | Katastrofa leta British Midland 092                              |
| 4   | Erupcija planine Mt. Saint Helens                                |
| 5   | Propast trajekta M/S Herald of Free Enterprise                   |
| 6   | Potres u Kobeu 1995.                                             |
| 7   | Prisilno slijetanje United Airlines leta 232 u Sioux Cityu, Iowa |
| 8   | 2002. Bombardiranja Balija                                       |
| 9   | Propast Hotela New World                                         |
| 10  | Propast leta TWA (Trans World Airlines) 800                      |
| 11  | Željeznička nesreća u Gare de Lyonu                              |
| 12  | Propast Hindenburga                                              |
| 13  | Eksplozija plina u Puerto Ricu                                   |
| 14  | Rušenje viseće staze u hotelu Hyatt Regency                      |
| 15  | Propast leta El Al 1862 (Amsterdamska nesreća)                   |
| 16  | Eksplozija ruske podmornice Kursk                                |
| 17  | Požar u King's Crossu (Londonska podzemna željeznica)            |
| 18  | Bombardiranja Američkog veleposlanstva u Keniji 1998.            |
| 19  | Propast leta ValuJet 592                                         |

### Sezona 3 (2006. – 2007.)
| Br. | Epizoda                                     |
| --- | ------------------------------------------- |
| 1   | Potonuće Titanika                           |
| 2   | Požar na nosaču aviona USS Forestal         |
| 3   | Propast leta American Airlines 587          |
| 4   | Masakr tijekom Olimpijskih igara u Münchenu |
| 5   | Rušenje robne kuće Sampoong                 |
| 6   | Propast leta Air Florida 90                 |
| 7   | Tsunami 2004.                               |
| 8   | Propast zrakoplova "Comet"                  |
| 9   | Propast leta American Airlines 191          |
| 10  | Eksplozija Teksaške BP rafinerije           |
| 11  | "Super Tornado" 1974.                       |
| 12  | Propast svemirske letjelice "Challenger"    |
| 13  | Erupcija vulkana Soufriere Hills            |

### Sezona 4 (2011.)
| Br. | Epizoda                                  |
| --- | ---------------------------------------- |
| 1   | Napad na Svjetski Trgovački Centar 2001. |
| 2   | Napad na Pearl Harbor                    |
| 3   | Paddingtonski sudar vlakova              |
| 4   | Sudar zrakoplova blizu Überlingena 2002. |
| 5   | Bhopalska katastrofa                     |

## Vanjske poveznice
- Službena stranica
- Službena stranica National Geographic Channela
- Opis serijala na NGC-u
- Sekunde do katastrofe u internetskoj bazi filmova IMDb-a
- Sekunde do katastrofe  Arhivirana inačica izvorne stranice od 4. kolovoza 2011. (Wayback Machine) na TV.com
- Sekunde do katastrofe na YouTubeu